# Pulau Sangai
Pulau Sangai, auch Pulau Shanghai genannt, ist eine zu Malaysia gehörende Insel in der Sulusee und liegt im nördlichen Teil der Sandakan-Bucht, 500 Meter östlich von Pulau Timbang.

## Beschreibung
Die etwa 3 Hektar große Insel erstreckt sich über eine Länge von 330 Metern und ist bis zu 110 Meter breit. Die Insel ist komplett bewaldet und erhebt sich bis zu 15 Meter aus dem Meer. Im Südwesten liegt ein Fischerdorf. 